# Fatima-Schiffsprozession
Die Fatima-Schiffsprozession ist eine seit 1979 von Ferdinand Andreatta begründete Schiffsprozession am Hochfest Maria Himmelfahrt zum Dreiländereck auf dem Bodensee.

## Geschichte

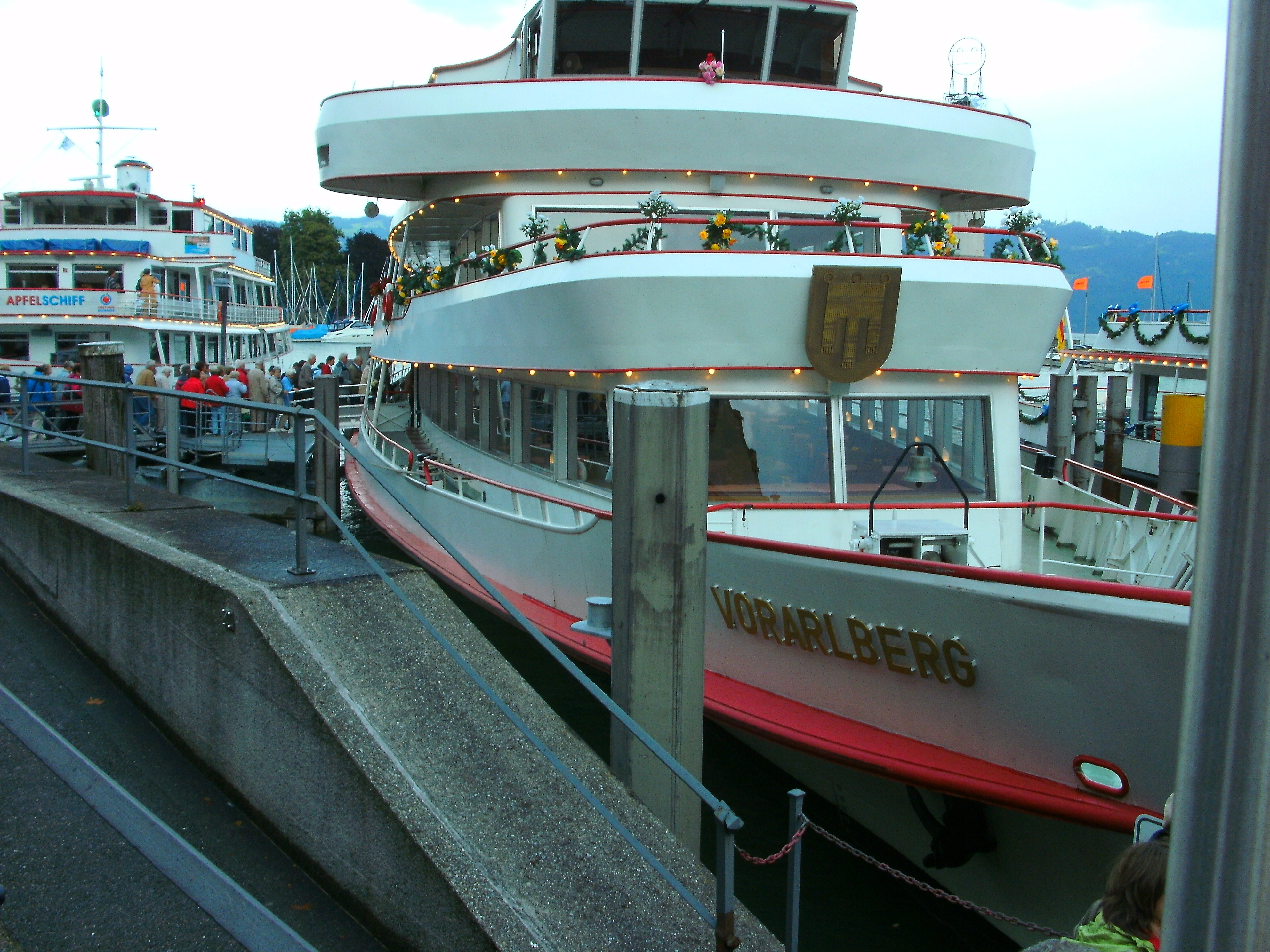
Hafen von Lindau

In den 1970er Jahren versenkte der aus Norditalien stammende und in Bludenz wohnhafte Italiener und gelernte Tischler Ferdinand Andreatta an der Bodenseedreiländergrenze von Deutschland, Österreich und der Schweiz eine kleine Replik der Madonna von Fátima. Im Jahre 1979 initiierte Andreatta die erste kleine Schiffsprozession. Die Prozessionen wurden im Laufe der Jahre immer größer. Die Schiffe starten in Rorschach, Bregenz und Lindau. Bis zu sechs Schiffe mit drei- bis viertausend Pilgern nehmen an der Prozession und Sternfahrt teil. Die Veranstaltung beginnt abends um acht Uhr und endet um zehn Uhr. Während der Fahrt mit dem Schiff werden der Rosenkranz sowie Andachten gebetet und Marienlieder gesungen. Am Treffpunkt in der Mitte des Bodensees hält dann ein bekannter Geistlicher eine kurze Ansprache und erteilt den Pilgern den Segen und den traditionellen Kräutersegen. Danach wird ein fünfminütiges Feuerwerk zu Ehren der Gottesmutter gezündet. Auf jedem der gecharterten Bodenseeausflugsschiffe sind eine Musikkapelle aus der Region und mindestens ein Pfarrer mit dabei. Die Schiffe werden festlich mit Blumen geschmückt. Am Bug der Schiffe wird ein Kreuz und eine Statue der Maria aus Fatima angebracht.
Im Jahre 1999 bat Ferdinand Andreatta die Leitung der Gebetsstätte Wigratzbad, sich der Veranstaltung anzunehmen. Der Ehrengast 2010 Bischof Charles Caruana aus Gibraltar war wegen Krankheit verhindert. Anstatt seiner hielt der Feldkircher Diözesanbischof Elmar Fischer die Ansprache auf See und appellierte an ein im Glauben vereintes und starkes Europa. 2010 war auch ein Schiff mit Pilgern aus Russland bei der Veranstaltung.

## Bekannte Prozessionsteilnehmer
- Kardinal Walter Kasper
- E.B. Walter Mixa
- Bischof Klaus Küng
- Bischof Tadeusz Kondrusiewicz
- E.B. Ivo Fürer
- Bischof Elmar Fischer
- Pfarrer Thomas Maria Rimmel
- Bischof Konrad Zdarsa